# Irfan Peljto
Irfan Peljto (Sarajevo, 18 luglio 1984) è un arbitro di calcio bosniaco.

## Carriera
Il 27 luglio 2013 fa il suo esordio in prima divisione bosniaca arbitrando l'incontro tra Rudar Prijedor e Radnik Bijeljina. Nel 2015 viene promosso ad arbitro FIFA e l'8 giugno 2019 dirige l'incontro tra nazionali maggiori Belgio-Kazakistan.
Il 23 aprile 2024 la UEFA lo ha convocato per il campionato d'Europa 2024 in Germania, insieme al collega Senad Ibrišimbegović, nel ruolo di quarto ufficiale o riserva di assistente arbitrale.
Il 12 maggio 2025 viene designato per dirigre la finale di UEFA Conference League 2024-2025 tra Betis e Chelsea.